# Lewis Kirke
Lewis Kirke, né vers 1599 à Dieppe et décédé aux alentours de 1683, est un explorateur, militaire et homme politique franco-britannique. Il a été durant quelques années gouverneur de la Nouvelle-France, de 1629 à 1632, à la suite de la prise de Québec par son frère David Kirke.